# Henk Baars
Henk Baars, född den 3 augusti 1960 i Diessen eller Tilburg, är en nederländsk tidigare tävlingscyklist som var specialist på cykelcross, i vilket han blev världsmästare 1990 och nederländsk mästare 1993. Han var också en pionjär inom nederländsk mountainbike och blev nationsmästare i cross country 1989.

## Meriter – cykelcross

### Amatör
1980/1981
3:a vid Nederländska mästerskapen

### Professionell/elit
Världsmästerskapen och de nederländska mästerskapen hölls i januari–mars, medan UCI World Cup och Superpresitige är vintersäsongslånga serier av olika deltävlingar. Världsrankingen anger Baars placering vid säsongens slut i februari/mars.
| SäsongTävling             | 1983 1984 | 1984 1985 | 1985 1986 | 1986 1987 | 1987 1988 | 1988 1989 | 1989 1990 | 1990 1991 | 1991 1992 | 1992 1993 | 1993 1994 | 1994 1995 |
| ------------------------- | --------- | --------- | --------- | --------- | --------- | --------- | --------- | --------- | --------- | --------- | --------- | --------- |
| Världsmästerskapen        | Am.       | 6         | 16        | –         | 19        | 5         |           | 4         | –         | 14        | 21        | –         |
| Nederländska mästerskapen | Am.       | 4         |           | 6         |           |           | 5         |           |           |           |           | 8         |
| UCI World Cup             | X         | X         | X         | X         | X         | X         | X         | X         | X         | X         | 23        | –         |
| Superprestige             | 19        | 12        | 7         | 11        | 5         |           |           | 12        | 12        | 4         | 9         | 19        |
| UCI:s världsranking       | X         | X         | X         | X         | X         | X         | X         | X         | X         | 15        | 18        | 35        |

X = Ej införd     Am. = Amatör

## Meriter – mountainbike
1989
 Nederländsk mästare i cross country